# José Luis Brown
José Luis Brown (10. listopadu 1956, Ranchos, Argentina – 12. srpna 2019, La Plata) byl argentinský fotbalista. Nastupoval většinou na postu obránce.
S argentinskou reprezentací vyhrál mistrovství světa v Mexiku roku 1986. V národním mužstvu odehrál 36 utkání, v nichž vstřelil jeden gól.
S klubem Estudiantes de La Plata získal dva tituly mistra Argentiny (1982, 1983).
Po skončení hráčské kariéry se stal fotbalovým trenérem.